# 맥 (동물)
맥(貘)은 맥속(Tapirus)에 속하는 포유류의 총칭이다. 맥속은 맥과의 유일속이다. "테이퍼", "바쿠" 라고도 한다.

## 종류
맥의 종류에는 5종류가 있다. 첫째 말레이 반도·수마트라·태국에 서식하는 말레이맥이 있고, 둘째 남아메리카와 멕시코에 살고 있는 아메리카맥(브라질맥), 셋째 안데스산맥에 사는 산악맥, 넷째 멕시코와 중앙아메리카에 사는 베어드맥, 그리고 작은검은맥이 그것이다. 이 중 말레이맥은 몸의 전반부와 다리가 흑갈색이고 다른 부분과 배는 회백색이다. 반면 중앙아메리카와 남아메리카에 사는 나머지 세 종은 온몸이 갈색인 점 등으로 이 네 종을 합하여 아메리카맥으로 부르기도 한다. 5종 모두 태어날 때 멧돼지 새끼처럼 흰 가로줄무늬가 있는데 생후 반 년쯤 지나면 없어진다.
- 작은검은맥 (Tapirus kabomani)
- 산악맥 (Tapirus pinchaque)
- 브라질맥 (Tapirus terrestris)
- 베어드맥 (Tapirus bairdii)
- 말레이맥 (Tapirus indicus)

## 생김새

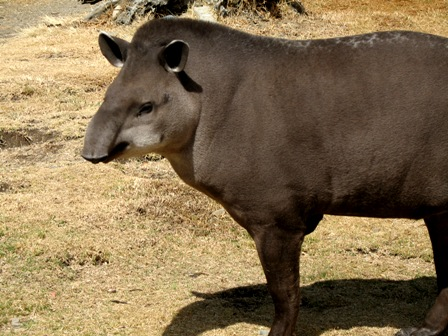
브라질맥

몸통이 짧고 육중하며 목이 굵다. 발굽이 앞발에 4개, 뒷발에 3개 있고 코는 유연하게 움직일 수 있는 짧은 통 모양이고 윗입술이 길게 자라 있다. 맥은 숲 속 깊숙한 곳의 물 근처에서 서식하는데, 수영을 좋아한다. 먹이는 잔가지·나뭇잎·과일·채소 등이다. 그러나 고기와 가죽을 얻기 위한 남획과 서식처의 파괴로 멸종 위기에 놓여 있다.

## 기타
현재 국내에선 서울대공원 남미관에서 유일하게 브라질맥을 보유했으나, 모두 우결핵으로 안락사당했다. 마지막까지 보유하던 개체 중 하나인 '검은콩'을 반입하기 이전엔 '흑두부' 라는 개체의 부모도 있었으나 먼저 페사했다. 이전엔 말레이맥 암컷 2마리와 수컷 1마리. 총 3마리를 보유했으나 다 페사했으며, 지금은 국내에서 맥을 사육하는 곳은 없다.

## 참고 자료
- 이 문서에는 다음커뮤니케이션(현 카카오)에서 GFDL 또는 CC-SA 라이선스로 배포한 글로벌 세계대백과사전의 내용을 기초로 작성된 글이 포함되어 있습니다.